# Oloplotosus
Oloplotosus is een geslacht van straalvinnige vissen uit de familie van de koraalmeervallen (Plotosidae).

## Soorten
- Oloplotosus luteus Gomon & Roberts, 1978
- Oloplotosus mariae Weber, 1913
- Oloplotosus torobo Allen, 1985